# Denise van Druten
Denise van Druten, née en 1930, est une botaniste sud-africaine.